# Aphrophila flavopygialis
Aphrophila flavopygialis is een tweevleugelige uit de familie steltmuggen (Limoniidae). De soort komt voor in het Australaziatisch gebied.